# Мартін Онгла
Мартін Онгла (фр. Martin Hongla, нар. 16 березня 1998, Яунде) — камерунський футболіст, півзахисник іспанської «Гранади» і збірної Камеруну.

## Ігрова кар'єра
Народився 16 березня 1998 року в місті Яунде. Розпочинав займатися футболом у рідному місті в «Академії Блеза Нкуфо».
Влітку 2016 року переїхав у Європу, де підписав контракт з іспанською «Гранадою», провівши першу половину у дублюючій команді в Сегунді Б.
28 січня 2017 року Онгла дебютував за першу команду у Ла Лізі в матчі проти «Вільярреала» (0:2) і до кінця сезону зіграв у 10 іграх чемпіонату, втім команда не змогла врятуватись від вильоту з еліти. У новому сезоні він втратив місце в основі, зігравши лише одну гру у Кубку Іспанії, через що 16 січня 2018 року був відданий в оренду до кінця сезону в «Барселону», де грав за дублюючу команду, а також провів кілька товариських поєдинків за головну команду «Барселони», дебютувавши 7 березня в грі проти «Еспаньйола» в рамках Суперкубка Каталонії, змінивши Андре Гоміша на 63 хвилині і допомігши виграти своїй команді цей трофей.
Повернувшись до «Гранади», камерунець знову став виступати за дублюючу команду у Сегунді Б, а в січні 2019 року був відданий в оренду в «Карпати» (Львів).
Провівши півроку в Україні, влітку 2019 року перебрався до Бельгії, де уклав контракт з «Антверпеном». У першому сезоні в новій команді виходив на поле епізодично, а вже в сезоні 2020/21 став одним з її основних гравців.
7 липня 2021 року був орендований італійською «Вероною».

## Виступи за збірну
2020 року дебютував в офіційних матчах у складі національної збірної Камеруну.
| Дата       | Місто          | Господарі  | Результат | Гості   | Турнір                                  | Голи | Примітки |
| ---------- | -------------- | ---------- | --------- | ------- | --------------------------------------- | ---- | -------- |
| 16-11-2020 | Мапуту         | Мозамбік   | 0 – 2     | Камерун | Відбір до Кубка африканських націй 2021 | -    | 63' 74'  |
| 26-3-2021  | Прая           | Кабо-Верде | 3 – 1     | Камерун | Відбір до Кубка африканських націй 2021 | -    | 67'      |
| 30-3-2021  | Яунде          | Камерун    | 0 – 0     | Руанда  | Відбір до Кубка африканських націй 2021 | -    | 74'      |
| 4-6-2021   | Вінер-Нойштадт | Нігерія    | 0 – 1     | Камерун | товариський матч                        | -    |          |
| 8-6-2021   | Вінер-Нойштадт | Камерун    | 0 – 0     | Нігерія | товариський матч                        | -    | 60'      |
| Усього     |                | Матчів     | 5         |         | Голів                                   | 0    |          |

## Титули і досягнення
- Бронзовий призер Кубка африканських націй: 2021

- Володар Кубка Бельгії (1):

«Антверпен»: 2019-20